# Phylloxera popularia
Phylloxera popularia är en insektsart som beskrevs av Theodore Pergande 1904. Phylloxera popularia ingår i släktet Phylloxera och familjen dvärgbladlöss. Inga underarter finns listade i Catalogue of Life.